# Alberto Frizziero
Alberto Frizziero (Chioggia, 1º novembre 1936 – Sondrio, 8 novembre 2024) è stato un politico, giornalista e imprenditore italiano.

## Biografia
Fu sindaco di Sondrio per dieci anni. Nel primo lustro di mandato - dal 1975 al 1980 - la giunta monocolore di minoranza da lui guidata (17 consiglieri su 40) costituì un piccolo caso nel panorama politico nazionale.
Frizziero ricoprì diversi incarichi pubblici tanto a livello provinciale, regionale e nazionale. Iniziò a praticare il giornalismo  quando era ancora molto giovane, dirigendo poi diversi giornali e televisioni locali. Fu direttore della Gazzetta di Sondrio, giornale da lui fondato - e del quale esiste anche una versione per il web - nel gennaio 2001.
Nel settore privato fu amministratore e presidente di diverse società. Fu anche fondatore e Presidente per quindici anni del Circolo Musicale CID di Sondrio che organizza una stagione concertistica giunta alla quarantacinquesima edizione.
Fra le cariche da lui ricoperte si segnalano quelle di presidente della Comunità Montana unica Valtellina, presidente BIM, vicepresidente Consorzio Trasporti, vicepresidente della Società Trafori Spluga e Stelvio, membro dell'esecutivo nazionale e presidente circoscrizionale della Territorio ANCI Roma, dirigente nazionale Casa/Territorio D.C., membro effettivo CORECO regionale di Milano, presidente S.EC.AM, membro di diverse commissioni ministeriali e provinciali.